# 韦拉加
韦拉加，是西班牙埃斯特雷马杜拉卡塞雷斯省的一个市镇。总面积11平方公里，2001年普查人口總數為202人，人口密度為每平方公里18人。